# Brandon Williams (baloncestista de 1975)
Brandon Williams (Collinston, Luisiana, 27 de febrero de 1975) es un exjugador de baloncesto estadounidense que jugó en tres temporadas de la NBA, desarrollando el resto de su carrera en diversas ligas europeas, en Filipinas y en ligas menores. Con 1,98 metros de estatura, se desempeñaba en la posición de escolta. Desde 2017 es el asistente del general manager de los Sacramento Kings de la NBA.

## Trayectoria deportiva

### Universidad
Jugó durante cuatro temporadas con los Wildcats del Davidson College, en las que promedió 13,4 puntos y 5,3 rebotes por partido. En 1994 fue incluido en el segundo mejor quinteto de la Southern Conference, y dos años más tarde en el primero, tras liderar la conferencia en anotación, con 18,2 puntos por partido.

### Profesional
Tras no ser elegido en el Draft de la NBA de 1996, jugó una temporada en el STB Le Havre de la liga francesa, regresando al año siguiente a su país para jugar en los La Crosse Bobcats de la CBA hasta que en febrero de 1998 firmó un contrato por 10 días con los Golden State Warriors, que fue renovado por otros diez. Disputó 9 partidos, en los que promedió 4,1 puntos y 1,7 rebotes.
Al año siguiente fichó por el AEK Atenas de la liga griega, regresando en el mes de enero para firmar un contrato no garantizado con los San Antonio Spurs. Jugó tres partidos en los que apenas disputó 4 minutos, anotando 2 puntos.
Jugó posteriormente de nuevo en Francia, en ligas menores de su país, en la liga alemana y en la liga filipina. En 2002 fichó por los Huntsville Flight de la NBA D-League, donde jugó una temporada en la que promedió 12,9 puntos y 4,1 rebotes por partido, que hizo que fuera reclamado por los Atlanta Hawks, con los que firmó sendos contratos de 10 días de duración. Jugó 6 partidos en los que solo pudo anotar 2 puntos.
En 2003 fichó por el Aironi Basket Novara de la LegaDue italiana, donde completó una temporada en la que promedió 13,6 puntos y 5,2 rebotes por partido. Acabó su carrera en los Sioux Falls Skyforce de la CBA.

## Estadísticas de su carrera en la NBA

### Temporada regular
| Temporada | Edad | Equipo            | Liga | Pos. | P  | TIT | MIN  | TC  | TCA | %TC  | 3P  | 3PA | %3P  | 2P  | 2PA | %2P  | TL  | TLA | %TL  | R.OF. | R.DEF. | REB | ASIS | ROB | TAP | PER | FP  | PTS |
| 1997-98   | 22   | G.State Warriors  | NBA  | SG   | 9  | 2   | 15.6 | 1.8 | 5.6 | .320 | 0.3 | 1.0 | .333 | 1.4 | 4.6 | .317 | 0.2 | 0.4 | .500 | 0.4   | 1.2    | 1.7 | 0.3  | 0.7 | 0.3 | 1.0 | 2.0 | 4.1 |
| 1998-99   | 23   | San Antonio Spurs | NBA  | SG   | 3  | 0   | 1.3  | 0.0 | 0.0 |      | 0.0 | 0.0 |      | 0.0 | 0.0 |      | 0.7 | 1.3 | .500 | 0.3   | 0.0    | 0.3 | 0.0  | 0.0 | 0.0 | 0.0 | 0.0 | 0.7 |
| 2002-03   | 27   | Atlanta Hawks     | NBA  | SF   | 6  | 0   | 3.2  | 0.2 | 1.2 | .143 | 0.0 | 0.2 | .000 | 0.2 | 1.0 | .167 | 0.0 | 0.0 |      | 0.3   | 0.0    | 0.3 | 0.0  | 0.3 | 0.0 | 0.5 | 0.7 | 0.3 |
| Total     |      |                   | NBA  |      | 18 | 2   | 9.1  | 0.9 | 3.2 | .298 | 0.2 | 0.6 | .300 | 0.8 | 2.6 | .298 | 0.2 | 0.4 | .500 | 0.4   | 0.6    | 1.0 | 0.2  | 0.4 | 0.2 | 0.7 | 1.2 | 2.3 |